# Ilha Clarión
Isla Clarión, anteriormente chamada de Santa Rosa, é a segunda maior, a mais ocidental e a mais remota das Ilhas Revillagigedo (parte do México, especificamente o estado de Colima), localizada a 314 km (195 mi) oeste da [[Ilha Socorro e mais de 700 km (430 mi) do continente mexicano.
Possui uma área de 19.80 km2 (7.64 sq mi) e três picos proeminentes. O pico mais alto e ocidental, Monte Gallegos, tem 335 m (1,099 ft) altura. O pico central é chamado Monte de la Marina, 280 m (920 ft), e o pico oriental Pico de la Tienda 292 m (958 ft). As costas são apoiadas por penhascos perpendiculares, de 24 to 183 m (79 to 600 ft) altura, com exceção da parte média da costa sul nas proximidades da Bahía Azufre (Baía do Enxofre), que é o local de uma pequena guarnição militar tripulada por 9 homens.
Duas piscinas pequenas e pelo menos temporariamente salobras são a única fonte de água doce ; mesmo estes podem secar nos verões com pouca chuva.

## História
A Ilha Clarión foi visitada no final de 1542 pelo navegador espanhol Ruy López de Villalobos, mas com exceção de um possível avistamento dos Revillagigedos por Juan Fernández de Ladrillero antes de 1574 e uma curta residência do aventureiro Martín Yáñez de Armida em a ilha que mais tarde rebatizou de Socorro (1606), o arquipélago foi abandonado pelos espanhóis. O avistamento de todo o grupo por Joris van Spilbergen em dezembro de 1615 parece não ter sido notado na Espanha ou em suas colónias americanas.
Clarion foi avistado novamente pelo corsário inglês George Shelvocke no Speedwell, em 21 de agosto de 1721.
O nome da ilha remonta ao brigue americano Clarion, capitão. Henry Gyzelaar, que estava envolvido no comércio do Pacífico Norte por volta de 1820.

## Ecologia

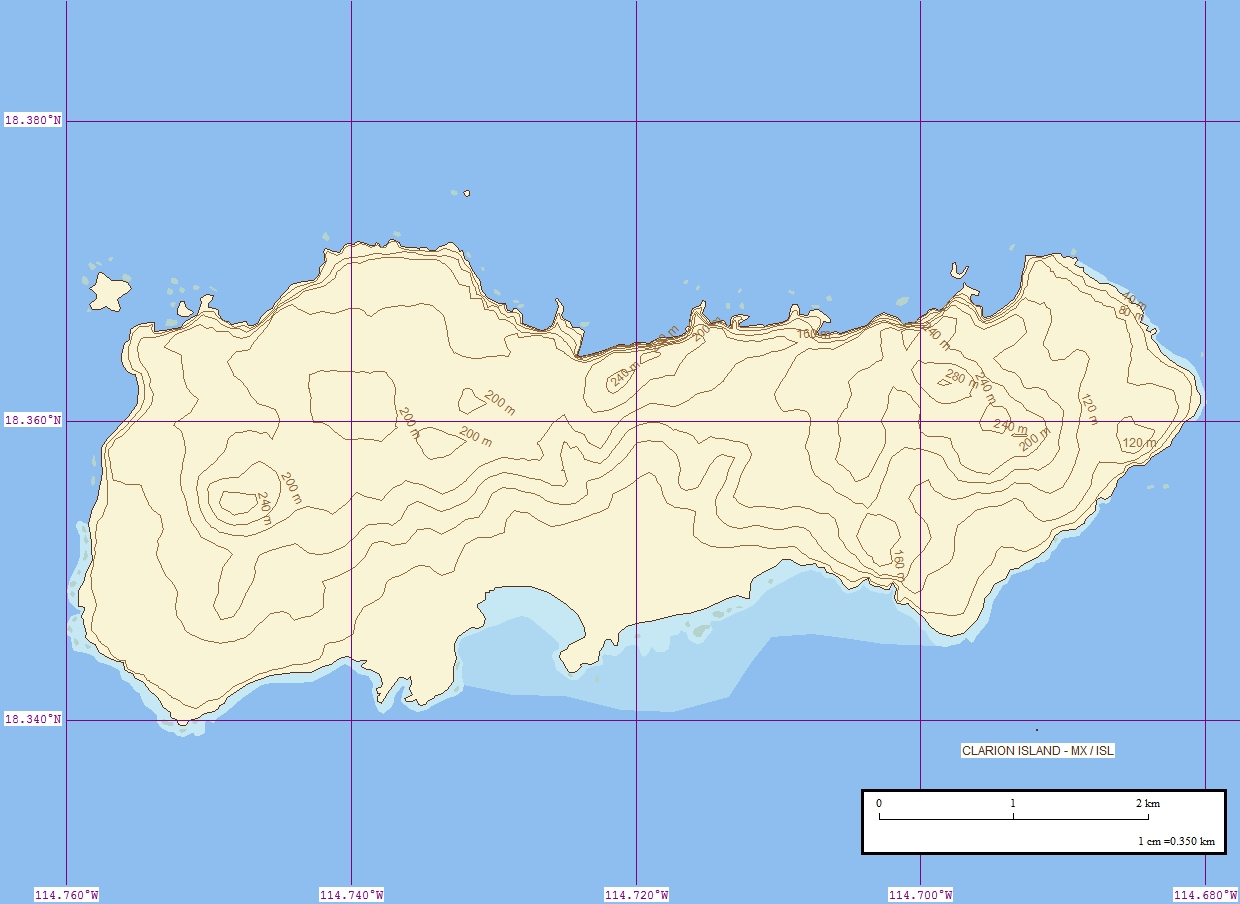
Clarion Island - Mapa de Marplot (1: 50.000)

Como a topografia de Clarión carece de picos proeminentes que poderiam induzir chuvas como o Cerro Evermann na Ilha de Socorro, a ilha é semi - árida a árida por toda parte. Consequentemente, toda a ilha é coberta por arbustos, pastagens e cactos Opuntia. Longe da terra, os táxons endêmicos são menos do que em Socorro, mas como lá consistem principalmente de pássaros terrestres e plantas. Coelhos e ovelhas selvagens são encontrados na ilha e têm causado graves danos à vegetação local; os porcos introduzidos em 1979 têm causado danos à fauna local. Vertebrados nativos - exceto pássaros - são limitados a duas espécies de cobras e uma espécie de lagarto iguanídeo, ambas endêmicas.
Algumas espécies de aves marinhas se reproduzem em Clarión ou anteriormente. A ilha está perto do limite norte (leste) da área de reprodução de vários deles, mas sua presença contínua precisa de confirmação :
- Nazca booby, Sula granti
- Atobá de pés vermelhos do Pacífico Leste, Sula sula websteri - uma subespécie duvidosamente distinta
- Grande fragata do Pacífico Leste, Fregata minor ridgwayi - suspeita de reprodução, mas não verificada; uma subespécie duvidosamente distinta

Por razões não totalmente conhecidas, Clarión parece ser mais atraente para aves limícolas e outras aves vadias ou migrantes do que Socorro; talvez isso se deva à presença de gaviões-de-cauda-vermelha na última ilha. Garça-real-azul, garça -branca-branca, íbis-do-rosto-branco, pacífico e possivelmente tarambola-dourada-americana, maçarico-malhado, tattler errante , torniquete avermelhado, pernilongo-de-pescoço-negro, gaivota ocidental e andorinha-do-celeiro são exemplos das espécies que podem ser encontradas em Clarión com alguma regularidade; a maioria das aves limícolas se reúne nas águas rasas protegidas da Baía do Enxofre. Outros, como o azul-marinho-de-asa-azul, o maçarico-ocidental, o maçarico -do-mato, a coruja-pequena, o martim-pescador-cinturão, o mockingbird do norte e o chupim-de-cabeça-marrom foram registados apenas em poucas ocasiões, às vezes apenas uma vez.

### Animais endêmicos
- Coruja- buraqueira Clarión, Athene cunicularia rostrata
- Clarión wren, Troglodytes tanneri ( vulnerável )
- Pomba de luto Clarión, Zenaida macroura clarionensis
- Whipsnake da Ilha Clarion, Masticophis anthonyi
- Urosaurus clarionensis

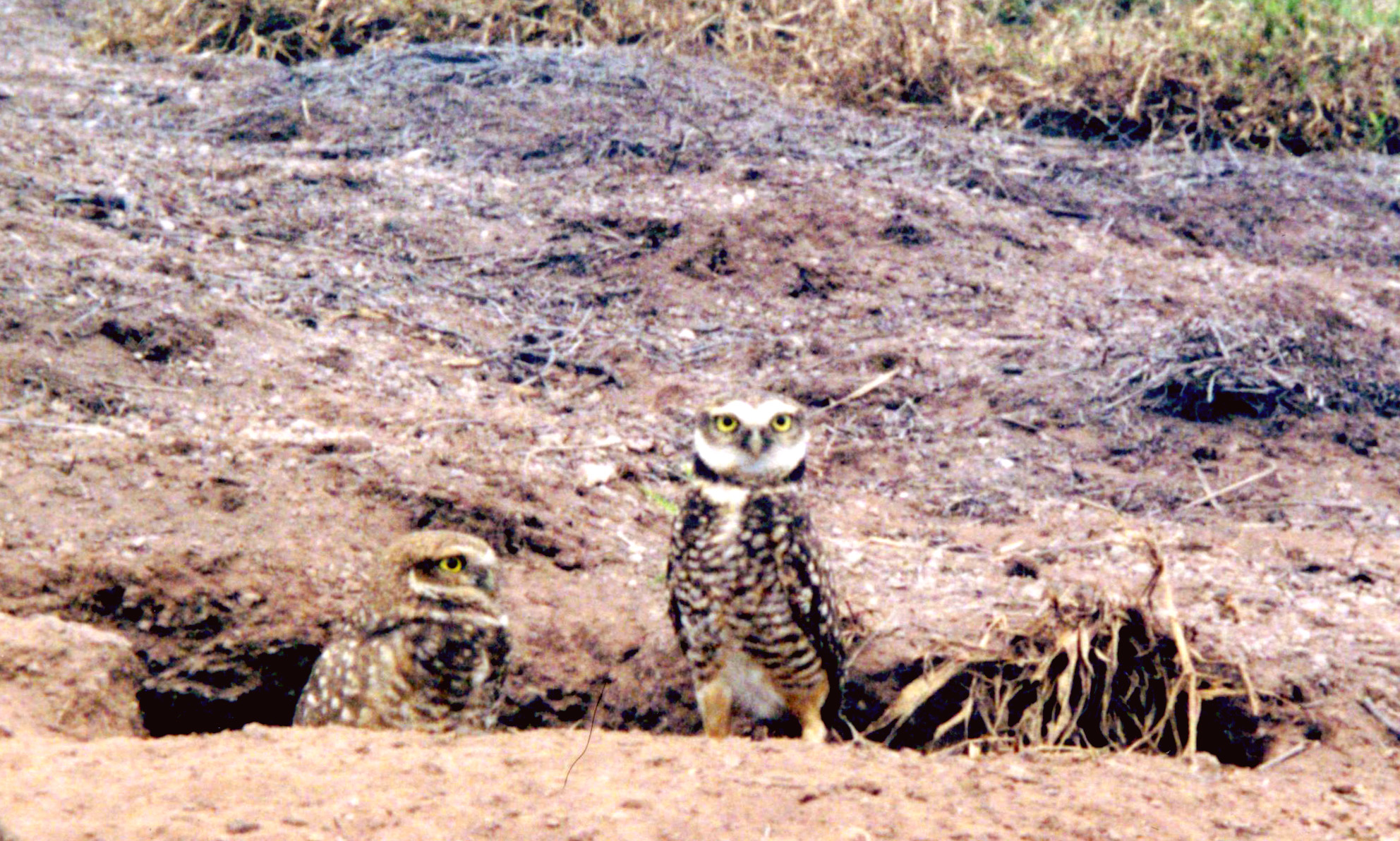
Coruja-buraqueira Clarión, fevereiro de 1997

- Clarión nightnake, Hypsiglena unaocularis[5]

Além disso, a população local do corvo ocidental ( Corvus corax sinuatus ou C. sinuatus ) era anteriormente considerada uma subespécie distinta clarionensis, mas isso não é geralmente aceito no momento. Pode-se esperar que esta questão seja resolvida em breve, pois há atualmente um interesse renovado na filogenia dos corvos comuns/ocidentais/Chihuahuan. Se a população de Revillagigedos for realmente distinta, pode ser endêmica de Clarión, já que a única outra subpopulação local, em San Benedicto, foi destruída por uma erupção vulcânica em 1 de agosto de 1952;  por outro lado, as aves do continente às vezes também foram atribuídas ao clarionensis.
A população Clarión da cagarra de Townsend, criticamente ameaçada de extinção ( Puffinus auricularis ), foi provavelmente extirpada em 1988 devido à depredação dos porcos selvagens nos filhotes e nas aves em nidificação.

### Plantas
Táxons de plantas endêmicas de Clarión são:
- Aristida tenuifolia
- Ipomoea halierca
- Physalis clarionensis

Brickellia peninsularis var. amphithalassa Bulbostylis nesiotica, Cheilanthes peninsularis var. insularis, Cyperus duripes, Euphorbia anthonyi, Nicotiana stocktonii, Perityle socorrosensis, Spermacoce nesiotica e Zapoteca formosa ssp. rosei são endemias Revillagigedo que Clarión compartilha com San Benedicto ou Socorro. Se Teucrium citiesendii var. citiesendii é a mesma planta que em San Benedicto não está determinada de forma conclusiva.
Não há pesquisas recentes dedicadas ao impacto das ovelhas e dos coelhos na flora local.  Embora nenhuma planta pareça ter sido extinta nas outras ilhas Revillagigedo, Clarión é uma das mais afetadas por herbívoros introduzidos.